# Território de Idaho

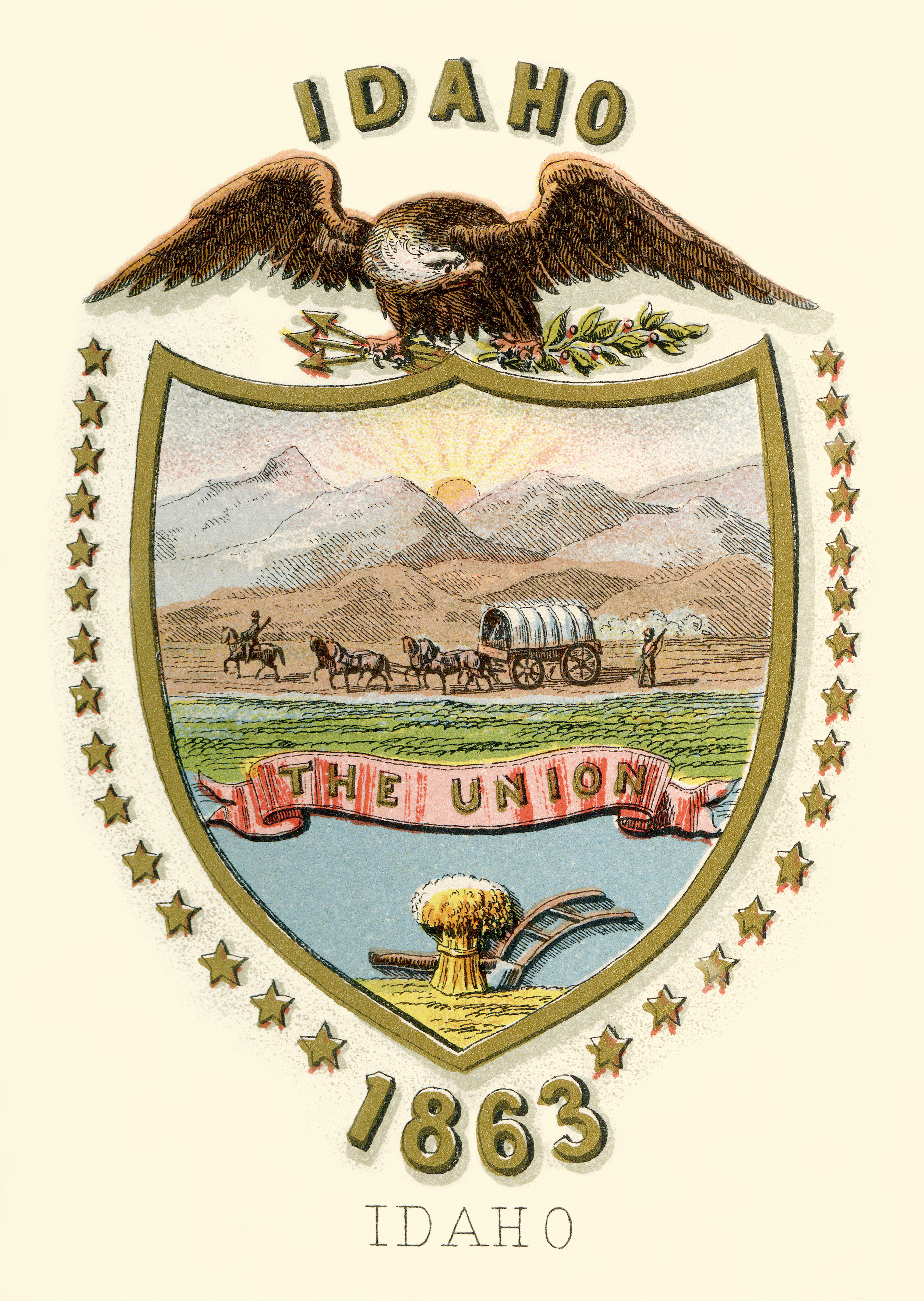
Brasão do Território de Idaho.

O Território de Idaho foi um território organizado incorporado dos Estados Unidos que existiu de 3 de março de 1863 a 3 de julho de 1890, quando a extensão final do território foi admitida à União como Idaho.

## História
O Território de Idaho foi oficialmente organizado em 3 de março de 1863, por Ato do Congresso, e transformado em lei pelo presidente Abraham Lincoln. É uma região sucessora que foi criada por áreas de territórios existentes que passaram por transições políticas paralelas, começando com disputas sobre qual país era o proprietário da região (ver Oregon Country). Em 1863, a área a oeste da Divisão Continental que antigamente fazia parte do enorme Território do Oregon havia sido dividida do Território de Washington na costa, ao norte do jovem Estado de Oregon para o extremo oeste e o remanescente do Território do Oregon era oficialmente "desorganizado". A maior parte da área a leste da Divisão Continental fazia parte do Território de Dakota vagamente definido, terminando ao longo do paralelo 49 - agora a fronteira com o Canadá, então uma possessão colonial da Grã-Bretanha.